# Tõnis Grenzstein

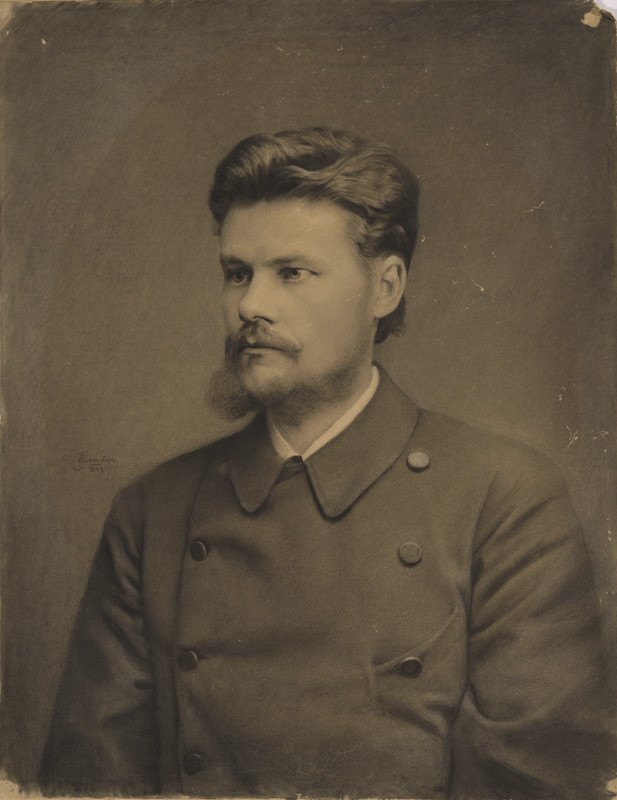
Tõnis Grenzstein

Tõnis Grenzstein, auch Tönnis Grenzstein oder Theodor Grenzstein (* 16. November 1863 in Kõksi, Kirchspiel Tarwast bei Fellin, Gouvernement Livland, Russisches Kaiserreich; † 1916 in Düsseldorf), war ein estnischer Landschafts- und Porträtmaler sowie Illustrator der Düsseldorfer Schule.

## Leben
Grenzstein, eines von neun Kindern des estnischen Bauern Jaan Grenzstein (* 1818) und dessen Ehefrau Liis, geborene Reichmann (* 1824), wuchs in bescheidenen Verhältnissen auf. Im Dorf Koikkülla bei Walk, wohin die Familie umgezogen war, begann Grenzstein mit der Schulausbildung, die er 1881 an der Kreisschule Walk beendete. Dann ging Grenzstein nach Dorpat und besuchte die Zeichenschule der Deutschen Handwerkergesellschaft, wo der Maler Rudolf Julius von zur Mühlen als Zeichenlehrer wirkte. Dank des Stipendium einer russischen Adeligen konnte Grenzstein ein Studium an der Kunstakademie Düsseldorf finanzieren. 1885 begann er dort die akademische Ausbildung in der Klasse für Ornamentik und Dekoration unter Adolf Schill. Es folgten die Vorklasse für Ornamentik und Perspektive bei Schill und die Vorbereitungsklasse bei Hugo Crola (1886), die Antiken- und Naturklasse bei Peter Janssen dem Älteren (1887), die Malklassen von Eduard Gebhardt und Julius Roeting (1889–1894) sowie noch einmal die Klasse für Ornamentik und Dekoration bei Schill (1890).

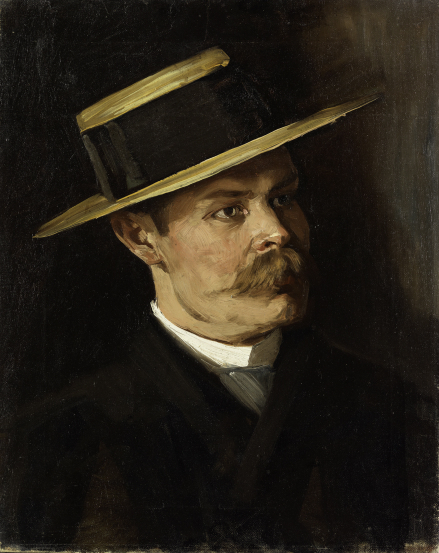
Porträt des Bruders Ado Grenzstein, 1890, Estnisches Nationalmuseum

Anschließend blieb Grenzstein in Düsseldorf und arbeitete als Assistent von Gebhardt. Von 1897 bis 1902 gehörte er dort dem Künstlerverein Malkasten an. 1901 besuchte er Ado Grenzstein, seinen älteren Bruder, in Paris. Kurz darauf ging er ins Reichsland Elsaß-Lothringen nach Diedenhofen und gründete eine Malschule für Damen. Gleichzeitig arbeitete er als Porträtist für Offiziere der dortigen Garnison. Mit Beginn des Ersten Weltkriegs kehrte Grenzstein nach Düsseldorf zurück. Sein dort entwickelter Plan, eine Fabrik für eine beständige weiße Farbe zu gründen, endete bald in einem finanziellen Debakel. In der Folge verfiel er dem Alkoholismus und starb 1916 in einem Düsseldorfer Krankenhaus.